# Witpuntoeverlibel
De witpuntoeverlibel (Orthetrum albistylum) is een echte libel uit de familie van de korenbouten (Libellulidae). De wetenschappelijke naam van de soort werd in 1848 als Libellula albistyla gepubliceerd door Edmond de Selys Longchamps. De Nederlandstalige naam is ontleend aan Libellen van Europa.
De soort staat op de Rode Lijst van de IUCN als niet bedreigd, beoordelingsjaar 2019.

## Kenmerken
Deze soort lijkt op de gewone oeverlibel, maar is slanker en lichter van kleur. Het makkelijkste onderscheid zijn de witte aanhangsels aan het achterlijf, waaraan de Nederlandstalige naam te danken is, maar bij sommige mannetjes zijn die alsnog zwart. Wijfjes zijn eenvoudiger te onderscheiden doordat het laatste segment van het achterlijf wit is, en het achterlijf een duidelijke tekening heeft.

## Verspreiding en habitat
De witpuntoeverlibel komt voor van Centraal- en Zuid-Europa tot China en Japan. In 2016 werd hij ook in België, zowel in Vlaanderen als Wallonië, waargenomen.
De libel heeft een voorkeur voor ondiepe vijvers die snel opwarmen.

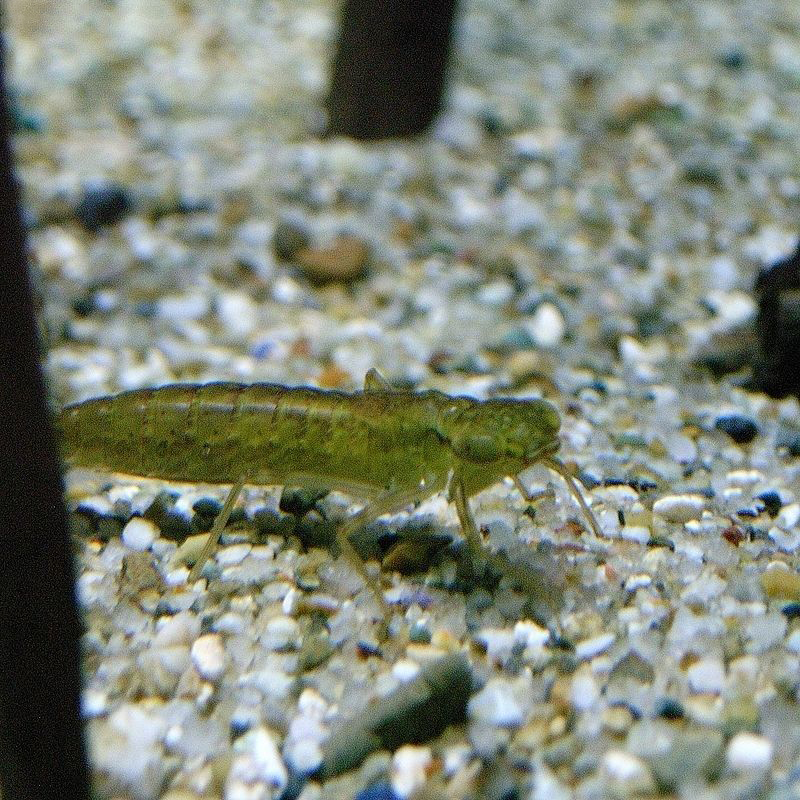
Larve